# Victoria Waterfield
Victoria Waterfield es un personaje de ficción interpretado por Deborah Watling en la longeva serie británica de ciencia ficción Doctor Who. Se trata de una oriunda de la Inglaterra victoriana y fue acompañante del Segundo Doctor y regular en el programa de 1967 a 1968.

## Historia del personaje
Victoria apareció por primera vez en el serial de 1967 The Evil of the Daleks. Es la hija del científico Edward Waterfield (interpretado por John Bailey), que en 1866 está haciendo experimentos sobre viajes en el tiempo y ha atraído la atención de los Daleks. Para asegurar la colaboración de Waterfield en la captura del Doctor y sus experimentos con los factores humano y Dalek, los Daleks con la ayuda de Theodore Maxtable toman a Victoria como prisionera. Para medir sus respuestas emocionales, manipulan a Jamie McCrimmon para que la rescate, a pesar de que este herido hasta el punto de no poder caminar, aunque al final la vuelven a capturar y la llevan a Skaro. Al final de la aventura, Edward, el padre de Victoria, muere al salvar la vida del Doctor, y le pide que cuide de Victoria. Así el Doctor y Jamie se la llevan como parte de la tripulación de la TARDIS.
La apariencia externa de Victoria es la de la típica dama frágil de su época, frecuente grita cuando se encuentra con las criaturas a las que se enfrentan en sus viajes, como los Cybermen y el Yeti. Sin embargo, esta fachada esconde una fuerza interior que surge cuando es necesario. Victoria puede que sea joven, pero tiene instinto para detectar cuando le mienten, y su sensibilidad es un contraste con la temeridad de Jamie y la curiosidad del Doctor. Jamie, en particular, es muy protector con ella y le tiene mucho cariño, y su corazón se rompe cuando ella decide marcharse.
A pesar de estar a la altura de sus dos acompañantes, Victoria finalmente no se siente capaz de seguir viajando con el Doctor. En la conclusión del serial Fury from the Deep, decide abandonar la TARDIS y establecerse con una familia llamada Harris en el siglo XX. Su vida posterior no se muestra en la serie de televisión. La mencionan en el serial de 1985 The Two Doctors, pero no aparece.

## Otras menciones
En el serial del Cuarto Doctor, Pyramids of Mars, Sarah Jane Smith encuentra uno de los vestidos de Victoria en el guardarropa de la TARDIS, algo que le comenta el Doctor, y ella se lo pone durante el resto de la historia. También la menciona el Séptimo Doctor en The Curse of Fenric. Una imagen de Victoria aparece junto con la de todos los otros acompañantes hasta la fecha salvo Leela en la pantalla del escáner en Resurrection of the Daleks.